# SHA-3
Keccak (англ. Secure Hash Algorithms-3, SHA-3) — (вимовляється як «кечак») — алгоритм гешування змінної розрядності, розроблений групою авторів на чолі з Йоаном Дайменом, співавтором Rijndael, автором шифрів MMB, SHARK, Noekeon, SQUARE і BaseKing. 2 жовтня 2012 року Keccak став переможцем конкурсу криптографічних алгоритмів, проведеним Національним інститутом стандартів і технологій США. 5 серпня 2015 року алгоритм затверджено та опубліковано в якості стандарту FIPS 202. У програмній реалізації автори заявляють про 12,5 циклах на байт при виконанні на ПК з процесором Intel Core 2. Проте в апаратних реалізаціях Keccak виявився набагато швидшим, ніж всі інші фіналісти.

Конструкція функції губки, використана в геш-функції. P_{i} — вхідні блоки, Z_{j} — вихід алгоритму. Невикористаний для виведення набір бітів c («capacity») повинен мати значний розмір для досягнення стійкості до атак.

Алгоритм SHA-3 побудований за принципом криптографічної губки (дана структура криптографічних алгоритмів була запропонована авторами алгоритму Keccak раніше).

## Історія
У 2004—2005 роках кілька алгоритмів гешування були атаковані, в тому числі були опубліковані серйозні атаки проти алгоритму SHA-1, затвердженого Національним інститутом стандартів і технологій (NIST). У відповідь NIST провів відкриті семінари та 2 листопада 2007 року анонсував конкурс на розробку нового алгоритму гешування. 2 жовтня 2012 року переможцем конкурсу став алгоритм Keccak і був сертифікований як новий алгоритм SHA-3. 5 серпня 2015 року алгоритм затверджено та опубліковано в якості стандарту FIPS 202.
Алгоритм був розроблений Гвідо Бертоні, Йоаном Дайменом, Жілем Ван Аше з STMicroelectronics і Мікаелем Пітерсом з NXP.
Алгоритм заснований на більш ранніх геш-функціях Panama і RadioGatún. Panama був розроблений Джоаном Дайменом і Крейгом Клеппом в 1998 році, RadioGatún був реалізований на основі Panama Дайменом, Пітерсом і Ван Аше у 2006 році.
В ході конкурсу учасникам дозволялося вносити зміни у свій алгоритм для виправлення знайдених проблем. Зміни, внесені в алгоритм Keccak:
- Кількість раундів було збільшено з 12 + {\displaystyle l} до 12 + 2{\displaystyle l}
- Padding був змінений зі складної форми на більш просту, описану нижче
- Швидкість (rate) r була збільшена до межі безпеки (раніше округлялася вниз до найближчого ступеня 2)

## Алгоритм
Геш-функції сімейства SHA-3 побудовані на основі конструкції криптографічної губки, в якій дані спочатку «вбираються» в губку, при якому початкове повідомлення {\displaystyle M} піддається багатораундовим перестановкам {\displaystyle f}, потім результат {\displaystyle Z} «віджимається» з губки. На етапі «вбирання» блоки повідомлення додаються за модулем 2 з підмножиною стану, який потім перетвориться з допомогою функції перестановки {\displaystyle f}. На етапі «віджимання» вихідні блоки зчитуються з одного і того ж підмножинного стану, зміненого функцією перестановок {\displaystyle f}. Розмір частини стану, який записується і зчитується, називається «швидкістю» (англ. rate) і позначається {\displaystyle r}, а розмір частки, яка незаймана введенням / виведенням, називається «ємністю» (англ. capacity) і позначається {\displaystyle c}.
Алгоритм отримання значення хеш-функції можна розділити на кілька етапів:
- Вихідне повідомлення {\displaystyle M} додається до рядка {\displaystyle P} довжини, кратній {\displaystyle r},за допомогою функції доповнення (pad-функції).
- Рядок {\displaystyle P} ділиться на {\displaystyle n} блоків довжини {\displaystyle r}: {\displaystyle P_{0},P_{1},...,P_{n-1}}
- «Всмоктування»: кожен блок {\displaystyle P_{i}} доповнюється нулями до рядка довжини {\displaystyle b} біт і підсумовується по модулю 2 з рядком стану {\displaystyle S}, де {\displaystyle S} — рядок довжини {\displaystyle b} біт ({\displaystyle b} = {\displaystyle r} + {\displaystyle c}). Перед використанням цієї функції всі елементи {\displaystyle S} дорівнюють нулю. Для кожного наступного блоку стан — рядок, отриманий застосуванням функції перестановок {\displaystyle f} до результату попереднього кроку.
- «Віджимання»: поки довжина {\displaystyle Z} менша {\displaystyle d} ({\displaystyle d} — кількість біт в результаті геш-функції), до {\displaystyle Z} додається {\displaystyle r} перших біт стану {\displaystyle S}, після кожного додавання до {\displaystyle S}, застосовується функція перестановок {\displaystyle f}. Потім {\displaystyle S} обрізається до довжини {\displaystyle d} біт
- Рядок {\displaystyle Z} довжини {\displaystyle d} біт повертається в якості результату

Завдяки тому, що стан містить {\displaystyle c} додаткових біт, алгоритм стійкий до атаки подовженням повідомлення, до якої прийняті алгоритми SHA-1 і SHA-2.
У SHA-3 стан {\displaystyle S} — це масив 5 × 5 слів довжиною {\displaystyle w} = 64 біта, всього 5 × 5 × 64 = 1600 біт. Також в Keccak можуть використовуватися довжини {\displaystyle w}, рівні меншим ступенями 2 (від {\displaystyle w} = 1 до {\displaystyle w} = 32).

## Додаток
Для того, щоб вихідне повідомлення M можна було розділити на блоки довжини r, необхідно доповнення. У SHA-3 використовується патерн pad10*1: до повідомлення додається 1, після нього 0 або більше нульових бітів (до r-1), в кінці -1.
r-1 нульових бітів може бути додано, коли останній блок повідомлення має довжину r-1 біт. Цей блок доповнюється одиницею, наступний блок складатиметься з r-1 нулів і одиниць.
Два одиничні біти додаються і в тому випадку, якщо довжина вихідного повідомлення M ділиться на r. У цьому випадку до повідомлення додається блок, який починається і закінчується одиницями, між якими r-2 нульових бітів. Це необхідно для того, щоб повідомлення, що закінчується послідовністю бітів як у функції доповнення, і для повідомлення без цих бітів значення геш-функції були різні.
Перший одиничний біт необхідний для того, щоб результати геш-функції від повідомлень, що відрізняються кількома нульовими бітами в кінці, були різними.

## Функція перестановок
Функція перестановок, використовувана в SHA-3, включає в себе виключне «АБО» (XOR), побітове «І» (AND) і побітове заперечення (NOT). Функція визначена для рядків довжини-2 ступеня {\displaystyle w=2^{l}}. В основній реалізації SHA-3 {\displaystyle w=64} ({\displaystyle l=6}).
Стан {\displaystyle S} можна подати у вигляді тривимірного масиву {\displaystyle A[i][j][k]} розміром 5 × 5 × {\displaystyle w}. Тоді елемент масиву {\displaystyle A[i][j][k]} - це {\displaystyle (5i+j)\times w+k} біт рядка стану {\displaystyle S}.
Функція містить кілька кроків: {\displaystyle \theta }, {\displaystyle \rho }, {\displaystyle \pi }, {\displaystyle \chi }, {\displaystyle \iota }, які виконуються декілька раундів. На кожному кроці позначимо вхідний масив A, вихідний масив A'.

### Крокθ{\displaystyle \theta }
Для всіх {\displaystyle i} і {\displaystyle k} таких, що {\displaystyle 0\leqslant i<5}, {\displaystyle 0\leqslant k<w}, покладемо
{\displaystyle C(i,k)=A[i,0,k]\oplus A[i,1,k]\oplus A[i,2,k]\oplus A[i,3,k]\oplus A[i,4,k]}
{\displaystyle D(i,k)=C[(i-1){\bmod {5}},k]\oplus C[(i+1){\bmod {5}},(k-1){\bmod {w}}]}
Для всіх {\displaystyle (i,j,k)} таких, що {\displaystyle 0\leqslant i<5}, {\displaystyle 0\leqslant j<5}, {\displaystyle 0\leqslant k<w},
{\displaystyle A'[i,j,k]=A[i,j,k]\oplus D[i,k]}

### Крокρ{\displaystyle \rho }
Для всіх {\displaystyle k}, таких, як {\displaystyle 0\leqslant k<w}, {\displaystyle A'[0,0,k]=A[0,0,k]}
Нехай на початку {\displaystyle (i,j)=(1,0)}. Для {\displaystyle t} від 0 до 23:
1. {\displaystyle (i,j,k)}, таких, що {\displaystyle 0\leqslant i<5}, {\displaystyle 0\leqslant j<5}, {\displaystyle 0\leqslant k<w}
2. {\displaystyle A'[i,j,k]=A[(i+3j){\bmod {5}},i,k]}

### Крокχ{\displaystyle \chi }
Для всіх {\displaystyle (i,j,k)}таких, що {\displaystyle 0\leqslant i<5}, {\displaystyle 0\leqslant j<5}
{\displaystyle A'[i,j,k]=A[i,j,k]\oplus ((A[(i+1){\bmod {5}},j,k]\oplus 1)\cdot A[(i+2){\bmod {5}},j,k])}

### Крокπ{\displaystyle \pi }
Для всіх {\displaystyle (i,j,k)}, таких, що {\displaystyle 0\leqslant i<5}, {\displaystyle 0\leqslant j<5}, {\displaystyle 0\leqslant k<w}
{\displaystyle A'[i,j,k]=A[(i+3j){\bmod {5}},i,k]}

### Крокι{\displaystyle \iota }
Введемо додаткову функцію {\displaystyle rc(t)}, де вхід — ціле число {\displaystyle t}, а на виході біт.

#### Алгоритмrc(t){\displaystyle rc(t)}
1. Якщо {\displaystyle t{\bmod {2}}55=0}, то повертається 1
2. Нехай {\displaystyle R=[10000000]}
3. Для t від 1 до 255:
  1. R = 0 || R
  2. {\displaystyle R[0]=R[0]\oplus R[8]}
  3. {\displaystyle R[4]=R[4]\oplus R[8]}
  4. {\displaystyle R[5]=R[5]\oplus R[8]}
  5. {\displaystyle R[6]=R[6]\oplus R[8]}
  6. {\displaystyle R=Trunc_{8}[R]}
4. Повертати {\displaystyle R[0]}{\displaystyle RC[2^{i}-1]=rc(i+7i_{r})}

#### Алгоритмι(A,ir){\displaystyle \iota (A,i_{r})}
{\displaystyle i_{r}} — номер раунду.
1. Для всіх {\displaystyle (i,j,k)}, таких, як {\displaystyle 0\leqslant i<5}, {\displaystyle 0\leqslant j<5}, {\displaystyle 0\leqslant k<w} {\displaystyle A'[i,j,k]=A[i,j,k]}
2. Нехай {\displaystyle RC} — масив довжини {\displaystyle w}, заповнений нулями.
3. Для {\displaystyle i} від 0 до {\displaystyle l}: {\displaystyle RC[2^{i}-1]=rc(i+7i_{r})}
4. Для всіх {\displaystyle k}, таких, як {\displaystyle 0\leqslant k<w}, {\displaystyle A'[0,0,k]=A'[0,0,k]\oplus RC[k]}

### Алгоритм перестановок
1. Переклад рядка {\displaystyle S} в масив {\displaystyle A}
2. Для {\displaystyle i_{r}} від {\displaystyle 12+2l-n_{r}} до {\displaystyle 12+2l-1} {\displaystyle A'=\iota (\chi (\pi (\rho (\theta (A)))),i_{r})}
3. Переклад масиву {\displaystyle A'} в рядок {\displaystyle S'} довжини {\displaystyle b}

## Гешування повідомлення довільної довжини
Основою функції стиснення алгоритму є функція f, яка виконує перемішування внутрішнього стану алгоритму. Стан (позначимо його A) представляється у вигляді масиву 5×5, елементами якого є 64-бітові слова, ініційовані нульовими бітами (тобто, розмір стану складає 1600 бітів). Функція f виконує 24 раунди, в кожному з яких проводяться наступні дії:
```
 C[x] = A[x, 0] 

  

    

      

        
⊕

      

    

    
{\displaystyle \oplus }

  

 A[x, 1] 

  

    

      

        
⊕

      

    

    
{\displaystyle \oplus }

  

 A[x, 2] 

  

    

      

        
⊕

      

    

    
{\displaystyle \oplus }

  

 A[x, 3] 

  

    

      

        
⊕

      

    

    
{\displaystyle \oplus }

  

 A[x, 4], x = 0…4;
 D[x] = C[x — 1] 

  

    

      

        
⊕

      

    

    
{\displaystyle \oplus }

  

 (С[x + 1] >>> 1), x = 0…4;
 A[x, y] = A[x, y] 

  

    

      

        
⊕

      

    

    
{\displaystyle \oplus }

  

 D[x], x = 0…4, y = 0…4;
 B[y, 2x + 3y] = A[x, y] >>> r[x, y], x = 0…4, y = 0…4;
 A[x, y] = B[x, y] 

  

    

      

        
⊕

      

    

    
{\displaystyle \oplus }

  

 (~B[x + 1, y] & B[x + 2, y]), x = 0…4, y = 0…4, 
```

B — тимчасовий масив, аналогічний за структурою масиву стану;
C та D — тимчасові масиви, що містять по п'ять 64-бітних слів;
r — масив, що визначає величину циклічного зсуву для кожного слова стану;
~x — порозрядний додаток до x;
та операції з індексами масиву виконуються по модулю 5.
Крім наведених вище операцій, в кожному раунді також виконується накладення операцією XOR раундової константи на слово A[0, 0].
Перед виконанням функції стискання накладається операція XOR фрагментів вихідного повідомлення з фрагментами вихідного стану. Результат обробляється функцією f. Дане накладення в сукупності з функцією стискання, що виконуються для кожного блоку вхідних даних, являють собою «вбираючу» (absorbing) фазу криптографічного губки.
Варто зазначити, що функція f використовує лише операції, стійкі до атак, що використовують витік даних по побічних каналах.
Результуюче геш-значення обчислюється в процесі виконання «вичавлень» (squeezing) фази криптографічної губки, основу якої становить описана вище функція f. Можливі розміри геш-значень — 224, 256, 384 512 біт.

## Налаштування
Оригінальний алгоритм Keccak має безліч параметрів, що налаштовуються з метою забезпечення оптимального співвідношення криптостійкості і швидкодії для певного застосування алгоритму на певній платформі. Регульованими величинами є: розмір блоку даних, розмір стану алгоритму, кількість раундів у функції f() та інші.
Протягом конкурсу гешування Національного інституту стандартів і технологій учасники мали право налаштовувати свої алгоритми для вирішення виникаючих проблем. Так, були внесені деякі зміни в Keccak: кількість раундів було збільшено з 18 до 24 з метою збільшення запасу безпеки.
Автори Keccak заснували ряд призів за досягнення в криптоаналізі даного алгоритму.
Версія алгоритму, прийнята в якості остаточного стандарту SHA-3, має кілька незначних відмінностей від оригінальної пропозиції Keccak на конкурс. Зокрема, були обмежені деякі параметри (відкинуті повільні режими c=768 і c=1024), в тому числі для збільшення продуктивності. Також у стандарті були введені функції з подовжуваним результатом» (XOF, Extendable Output Functions) SHAKE128 і SHAKE256, для чого гешоване повідомлення необхідно було  доповнювати «суфіксом» з 2 або 4 біт, в залежності від типу функції.
| Функція        | Формула                  |
| -------------- | ------------------------ |
| SHA3-224(M)    | Keccak[448](M\|01, 224)  |
| SHA3-256(M)    | Keccak[512](M\|01, 256)  |
| SHA3-384(M)    | Keccak[768](M\|01, 384)  |
| SHA3-512(M)    | Keccak[1024](M\|01, 512) |
| SHAKE128(M, d) | Keccak[256](M\|1111, d)  |
| SHAKE256(M, d) | Keccak[512](M\|1111, d)  |

## Додаткові функції
У грудні 2016 року Національний інститут стандартів і технологій США опублікував новий документ, NIST SP.800-185, що описує додаткові функції на основі SHA-3:
| Функція                        | Опис                                        |
| ------------------------------ | ------------------------------------------- |
| cSHAKE128(X, L, N, S)          | Параметризується версія SHAKE               |
| cSHAKE256(X, L, N, S)          | Параметризується версія SHAKE               |
| KMAC128(K, X, L, S)            | Імітовставка на основі Keccak               |
| KMAC256(K, X, L, S)            | Імітовставка на основі Keccak               |
| KMACXOF128(K, X, L, S)         | Імітовставка на основі Keccak               |
| KMACXOF256(K, X, L, S)         | Імітовставка на основі Keccak               |
| TupleHash128(X, L, S)          | Гешування кортежу рядків                    |
| TupleHash256(X, L, S)          | Гешування кортежу рядків                    |
| TupleHashXOF128(X, L, S)       | Гешування кортежу рядків                    |
| TupleHashXOF256(X, L, S)       | Гешування кортежу рядків                    |
| ParallelHash128(X, B, L, S)    | Паралелізована геш-функція на основі Keccak |
| ParallelHash256(X, B, L, S)    | Паралелізована геш-функція на основі Keccak |
| ParallelHashXOF128(X, B, L, S) | Паралелізована геш-функція на основі Keccak |
| ParallelHashXOF256(X, B, L, S) | Паралелізована геш-функція на основі Keccak |

## Тестові вектори
Значення різних варіантів гешів від порожнього рядка.
```
SHA3-224("")
6b4e03423667dbb73b6e15454f0eb1abd4597f9a1b078e3f5b5a6bc7
SHA3-256("")
a7ffc6f8bf1ed76651c14756a061d662f580ff4de43b49fa82d80a4b80f8434a
SHA3-384("")
0c63a75b845e4f7d01107d852e4c2485c51a50aaaa94fc61995e71bbee983a2ac3713831264adb47fb6bd1e058d5f004
SHA3-512("")
a69f73cca23a9ac5c8b567dc185a756e97c982164fe25859e0d1dcc1475c80a615b2123af1f5f94c11e3e9402c3ac558f500199d95b6d3e301758586281dcd26
SHAKE128("", 256)
7f9c2ba4e88f827d616045507605853ed73b8093f6efbc88eb1a6eacfa66ef26
SHAKE256("", 512)
46b9dd2b0ba88d13233b3feb743eeb243fcd52ea62b81b82b50c27646ed5762fd75dc4ddd8c0f200cb05019d67b592f6fc821c49479ab48640292eacb3b7c4be
```

Мала зміна повідомлення призводить до значних змін у значенні геш-функції завдяки лавинному ефекту як показано в наступних прикладах:
```
SHA3-224("
The quick brown fox jumps over the lazy dog
")
d15dadceaa4d5d7bb3b48f446421d542e08ad8887305e28d58335795
SHA3-224("The quick brown fox jumps over the lazy dog
.
")
2d0708903833afabdd232a20201176e8b58c5be8a6fe74265ac54db0
```

```
SHA3-256("The quick brown fox jumps over the lazy dog")
69070dda01975c8c120c3aada1b282394e7f032fa9cf32f4cb2259a0897dfc04
SHA3-256("The quick brown fox jumps over the lazy dog
.
")
a80f839cd4f83f6c3dafc87feae470045e4eb0d366397d5c6ce34ba1739f734d
```

```
SHA3-384("The quick brown fox jumps over the lazy dog")
7063465e08a93bce31cd89d2e3ca8f602498696e253592ed26f07bf7e703cf328581e1471a7ba7ab119b1a9ebdf8be41
SHA3-384("The quick brown fox jumps over the lazy dog
.
")
1a34d81695b622df178bc74df7124fe12fac0f64ba5250b78b99c1273d4b080168e10652894ecad5f1f4d5b965437fb9
```

```
SHA3-512("The quick brown fox jumps over the lazy dog")
01dedd5de4ef14642445ba5f5b97c15e47b9ad931326e4b0727cd94cefc44fff23f07bf543139939b49128caf436dc1bdee54fcb24023a08d9403f9b4bf0d450
SHA3-512("The quick brown fox jumps over the lazy dog
.
")
18f4f4bd419603f95538837003d9d254c26c23765565162247483f65c50303597bc9ce4d289f21d1c2f1f458828e33dc442100331b35e7eb031b5d38ba6460f8
```

```
SHAKE128("The quick brown fox jumps over the lazy dog", 256)
f4202e3c5852f9182a0430fd8144f0a74b95e7417ecae17db0f8cfeed0e3e66e
SHAKE128("The quick brown fox jumps over the lazy do
f
", 256)
853f4538be0db9621a6cea659a06c1107b1f83f02b13d18297bd39d7411cf10c
```

## Криптоаналіз
| Ціль         | Тип атаки                     | Вихід    | Варіант                                    | CF Call                    | Пам'ять                 |
| ------------ | ----------------------------- | -------- | ------------------------------------------ | -------------------------- | ----------------------- |
| Геш-функція  | Колізія                       | 160      | r = {240, 640, 1440}, c = 160, 1, 2 раунди |                            |                         |
| Геш-функція  | Знаходження прообразу         | 80       | r = {240, 640, 1440}, c = 160, 1, 2 раунди |                            |                         |
| Перестановки | Атака-розрізнювач             | Всі      | 24 раунди                                  | {\displaystyle 2^{1579}}   |                         |
| Перестановки | Диференційна властивість      | Все      | 8 раундів                                  | {\displaystyle 2^{491.47}} |                         |
| Геш-функція  | Атака-розрізнювач             | 224, 256 | 4 раунди                                   | {\displaystyle 2^{25}}     |                         |
| Геш-функція  | Колізія                       | 224, 256 | 2 раунди                                   | {\displaystyle 2^{33}}     |                         |
| Геш-функція  | Знаходження другого прообразу | 224, 256 | 2 раунди                                   | {\displaystyle 2^{33}}     | {\displaystyle 2^{29}}  |
| Геш-функція  | Знаходження другого прообразу | 512      | 6 раундів                                  | {\displaystyle 2^{506}}    | {\displaystyle 2^{176}} |
| Геш-функція  | Знаходження другого прообразу | 512      | 7 раундів                                  | {\displaystyle 2^{507}}    | {\displaystyle 2^{320}} |
| Геш-функція  | Знаходження другого прообразу | 512      | 8 раундів                                  | {\displaystyle 2^{511.5}}  | {\displaystyle 2^{508}} |
| Геш-функція  | Колізія                       | 224, 256 | 4 раунди                                   |                            |                         |